# Heľpa
Heľpa – wieś (obec) na Słowacji położona w kraju bańskobystrzyckim, w powiecie Brezno.

## Położenie
Heľpa leży w Kotlinie Helpiańskiej – w dolinie górnego Hronu, u ujścia do niego od północy prawobrzeżnego dopływu, potoku Krivuľa, w historyczno-geograficznym regionie zwanym Horehroniem, ok. 28 km na wschód od Brezna. Od północy opadają nad nią stoki wschodniej części Niżnych Tatr (tzw. Kráľovohoľské Tatry), natomiast od południa – rozczłonkowane grzbiety Łańcucha Rudaw Słowackich, związane orograficznie z północnym skrajem Płaskowyżu Murańskiego.

## Historia
Początki wsi sięgają pierwszej połowy XVI w., kiedy została założona na prawie wołoskim. Pierwsze pisemne wzmianki o niej pochodzą z 1549 lub z 1551 r..  Należała do feudalnego „państwa” z siedzibą na zamku murańskim. W XVII w. miała miejsce kolejna fala kolonizacji. Mieszkańcy trudnili się głównie pasterstwem owiec, wyrobem owczych serów, przetwórstwem owczej wełny i skór, tkactwem sukna i płótna lnianego, wyrobem drewnianych naczyń. Pod koniec XVIII w. na terenie wsi wydobywano rudę żelaza. Od XIX w. mieszkańcy znajdowali pracę w lasach, okolicznych tartakach i w zakładach hutniczych w Podbrezowej. Po 1918 r. dało się tu odczuć dotkliwe bezrobocie.
W czasie słowackiego powstania narodowego mieszkańcy aktywnie uczestniczyli w walkach koło Telgártu i Murańskiej Huty, a w samej wsi działał partyzancki szpital. Po upadku powstania faszyści wielu mieszkańców wsi aresztowali i wywieźli, a pięciu w dn. 9 grudnia 1944 r. rozstrzelali na miejscu. Wyzwolenie spod niemieckiej okupacji przyniosły w dniu 30 stycznia 1945 r. jednostki wojsk radzieckich i rumuńskich.

## Demografia
Według danych z dnia 31 grudnia 2012, wieś zamieszkiwało 2755 osób, w tym 1435 kobiet i 1320 mężczyzn.
W 2001 roku rozkład populacji względem narodowości i przynależności etnicznej wyglądał następująco:
- Słowacy – 98,48%
- Czesi – 0,1%
- Romowie – 0,46%
- Rusini – 0,03%
- Ukraińcy – 0,07%

Ze względu na wyznawaną religię struktura mieszkańców kształtowała się w 2001 roku następująco:
- Katolicy rzymscy – 97,85%
- Grekokatolicy – 0,36%
- ewangelicy – 0,23%
- Prawosławni – 0,1%
- Ateiści – 0,4%
- Nie podano – 1,06%

## Kultura ludowa
Wieś jest od dziesięcioleci ostoją miejscowej kultury ludowej. Z zakresu kultury materialnej rzuca się w oczy drewniana zabudowa mieszkalna i gospodarcza. Najstarsi mieszkańcy, zwłaszcza kobiety, jeszcze do dziś noszą przy wielu okazjach stroje ludowe. Na miejscu wytwarzane są wyszywane kożuszki, serdaki i kapcie. Ludowe zwyczaje, tradycyjne pieśni i tańce pielęgnuje miejscowy zespół folklorystyczny. Wiele przejawów tej kultury uchwycił na fotografiach i w filmie wybitny artysta i etnograf Karol Plicka.

## Zabytki
We wsi w wielu miejscach dobrze widoczna jest historyczna zabudowa ulicowa. Zachowało się w niej sporo tradycyjnych, zrębowych, trójpomieszczeniowych chałup na kamiennych podmurówkach, krytych dwuspadowymi, gontowymi dachami, pochodzących z XIX lub początków XX w. W górnej części wsi kościół wyznania rzymskokatolickiego, murowany, późnobarokowy z 1800 r., remontowany w 1895 r. Obok późnobarokowa plebania z 1793 r.